# كيفن تشابمان
كيفن تشابمان (بالإنجليزية: Kevin Chapman)‏ مواليد 29 يوليو 1962 في ايندبندنس، الولايات المتحدة، هو ممثل أمريكي بدأ مسيرته الفنية سنة 1998.

## الأعمال

### أفلام
- قوانين منزل سايدر (1999)
- في غرفة النوم (2001)
- نهر غامض (2003) (بدور: فال سافاج)
- 21 غرام (2003) (بدور: ألان)
- اثنان من أجل المال (2005)
- غير قابل للإيقاف (2010) (بدور: بوني)
- بلد سيئة (2014) (بدور: دانييل موريس)

### مسلسلات
| السنة | العمل                                   | الدور        |
| ----- | --------------------------------------- | ------------ |
| 2001  | ذا براكتيس                              |              |
| 2002  | 24                                      |              |
| 2003  | سي اس آي: التحقيق في موقع الجريمة       |              |
| 2003  | إن واي بي دي بلو                        |              |
| 2005  | بوسطن ليغال                             |              |
| 2006  | عقول إجرامية                            |              |
| 2008  | أبناء الفوضى                            |              |
| 2009  | الضياع                                  | ميتش         |
| 2009  | كولد كيس                                | جو مولر      |
| 2011  | بيرسون أوف إنترست                       | ليونيل فوسكو |
| 2015  | الإسبوع الماضي هذا المساء مع جون أوليفر |              |

## روابط خارجية
- كيفن تشابمان على موقع IMDb (الإنجليزية)
- كيفن تشابمان على موقع ألو سيني (الفرنسية)
- كيفن تشابمان على موقع أول موفي (الإنجليزية)
- كيفن تشابمان على موقع قاعدة بيانات الأفلام السويدية (السويدية)
- كيفن تشابمان على موقع إن إن دي بي (الإنجليزية)
- كيفن تشابمان على موقع قاعدة بيانات الفيلم (الإنجليزية)
- كيفن تشابمان على موقع كينوبويسك (الروسية)